# Luis Radford
Luis Radford é professor da School of Education Sciences na Laurentian University em Ontário, Canadá. Seus interesses de pesquisa abrangem aspectos histórico-culturais da escola do pensamento de Lev Vygotsky, bem como a epistemologia de Evald Ilienkov, em uma estrutura conceitual influenciada por Emmanuel Levinas e Mikhail Bakhtin, levando a uma concepção não utilitária e não instrumentalista da sala de aula e educação.
Radford foi palestrante convidado do Congresso Internacional de Matemáticos no Rio de Janeiro (2018: On theories in mathematics education and their conceptual differences).

## Publicações
- Luis Radford (2003) Gestures, Speech, and the Sprouting of Signs: A Semiotic-Cultural Approach to Students' Types of Generalization. Mathematical thinking and learning 5 (1).
- Luis Radford (2000) Signs and meanings in students' emergent algebraic thinking: A semiotic analysis. Educational Studies in Mathematics 42 (3).
- Luis Radford (1997) On psychology, historical epistemology, and the teaching of mathematics: towards a socio-cultural history of mathematics. For the Learning of Mathematics 17 (1).
- Luis Radford (2002) The seen, the spoken and the written: A semiotic approach to the problem of objectification of mathematical knowledge. For the learning of mathematics 22 (2).